# Kłosówko
Kłosówko [pronunciación en polaco: /kwɔˈsufkɔ/] (alemán: Gut Buchenau ) es un pueblo ubicado en el distrito administrativo de Gmina Borne Sulinowo, dentro del condado de Szczecinek, Voivodato de Pomerania Occidental, en el noroeste de Polonia. Se encuentra a unos 9 kilómetros al noroeste de Borne Sulinowo, a 16 kilómetros al suroeste de Szczecinek, y a 129 kilómetros al este de la capital regional Szczecin.
El pueblo tiene una población de 30 habitantes.[cita requerida]